# Ruhingu
Ruhingu – wieś w Estonii, w prowincji Võru, w gminie Urvaste.